# Горизонтальна система координат
Горизонта́льна систе́ма координа́т, або горизонтна система координат — це система небесних координат, в якій основною площиною є площина математичного горизонту, а полюсами — зеніт і надир. Вона застосовується під час спостереження зірок і руху небесних тіл Сонячної системи на місцевості неозброєним оком, в бінокль або телескоп з азимутальною установкою. Горизонтальні координати не тільки планет і сонця, але й зірок безперервно змінюються протягом доби через добове обертання небесної сфери.

## Опис

### Лінії й площини
Горизонтальна система координат завжди топоцентрична. Спостерігач знаходиться у фіксованій точці на поверхні землі (позначена буквою О на малюнку). Припустимо, що спостерігач знаходиться в Східній півкулі Землі на широті φ. За допомогою виска визначається напрям на зеніт (Z) — верхню точку, в яку направлений висок, а надир (Z') — нижня точка (під Землею). Тому лінія (ZZ'), що з'єднує зеніт і надир називається висковою лінією.
Площина, перпендикулярна висковій лінії в точці О називається площиною математичного горизонту. На цій площині визначається напрям на Південь (географічний, не магнітний!) і Північ, наприклад, в найкоротшому напрямку за день тіні від гномону. Найкоротшою вона буде в істинний полудень, і лінія (NS), що з'єднує південь з північчю називається південною лінією. Точки сходу (E) і заходу (W) віддаляються на 90 градусів від точки півдня відповідно проти й по ходу годинникової стрілки, якщо дивитися із зеніту. Таким чином, NESW — площина математичного горизонту.
Площина, що проходить через полуденну і вискову лінії (ZNZ'S) називається площиною небесного меридіана, а площина, що проходить через небесне тіло — площиною вертикального кола даного небесного тіла. Велике коло, по якому вона перетинає небесну сферу, називається вертикального кола небесного тіла.

### Координати
У цій системі основною площиною є площина математичного горизонту. Однією координатою при цьому є або висота світила над горизонтом h, або його зенітна відстань z. Іншою координатою є азимут A.
- Висотою h світила називається дуга вертикального кола від математичного горизонту до світила, або кут між площиною математичного горизонту і напрямком на світило.

Висоти відраховуються в межах від 0° до +90° до зеніту і від 0° до −90° до надиру.
- Зенітною відстанню z світила називається дуга вертикального кола від зеніту до світила, або кут між прямовисною лінією і напрямком на світило.

Зенітні відстані відраховуються в межах від 0° до 180° від зеніту до надиру.
- Азимутом A світила називається дуга математичного горизонту від точки півдня до вертикального кола світила, або кут між полудневою лінією та лінією перетину площини математичного горизонту з площиною вертикального кола світила.

Азимути відраховують у бік добового обертання небесної сфери, тобто на захід від точки півдня, в межах від 0° до 360°. Іноді азимути відраховують від 0° до +180° на захід та від 0° до −180° на схід. (У геодезії та навігації азимути відраховують від точки півночі.)

### Особливості зміни координат небесних тіл
За добу зорі (а також далекі тіла Сонячної системи, такі як планети) описують на небосхилі коло, перпендикулярне осі світу (PP'). На широті φ це коло нахилене до математичного горизонту під кутом φ. Тому світило буде рухатися небосхилом паралельно математичному горизонту лише при φ рівному 90°, тобто тільки на  полюсах. Усі зорі, видимі там, ніколи не будуть заходити (зокрема й Сонце протягом півроку, див. тривалість дня), а їхня висота h буде постійною. На інших широтах світила поділяють за доступністю для спостережень:
- ті, що сходять і заходять (h протягом доби проходить через 0);
- ті, що ніколи не заходять (h завжди більше 0);
- такі, що взагалі не сходять над горизонтом (h завжди менше 0).

Максимальна висота h зорі буде спостерігатися раз на добу — у верхній кульмінації, а мінімальна — у нижній кульмінації. Від нижньої до верхньої кульмінації висота h зорі збільшується, а від верхньої до нижньої — зменшується.

### Перехід від горизонтальної системи координат до першої екваторіальної
Додатково до площини горизонту NESW, вискової лінії ZZ' і осі світу PP' накреслимо небесний екватор, перпендикулярний до PP' в точці O. Позначимо t — часовий кут світила, δ — його схилення, R — саме світило, z — його зенітна відстань. Тоді горизонтальну і першу екваторіальну систему координат зв'яже сферичний трикутник PZR, який називається першим астрономічним трикутником, або паралактичним трикутником. Формули переходу від горизонтальної системи координат до першої екваторіальної системи координат мають наступний вигляд:
{\displaystyle \sin(\delta )=\sin(\varphi )\cdot \cos(z)-\cos(\varphi )\cdot \sin(z)\cdot \cos(A)}
{\displaystyle \cos(\delta )\cdot \sin(t)=\sin(z)\cdot \sin(A)}
{\displaystyle \cos(\delta )\cdot \cos(t)=\cos(\varphi )\cdot \cos(z)+\sin(\varphi )\cdot \sin(z)\cos(A)}

### Перехід від першої екваторіальної системи координат до горизонтальної системи координат
Формули переходу від першої екваторіальної системи координат до горизонтальної системи координат виводяться при розгляді того ж сферичного трикутника, застосовуючи до нього ті ж формули сферичної тригонометрії, що і при зворотному переході. Вони мають такий вигляд:
{\displaystyle \cos(z)=\sin(\varphi )\cdot \sin(\delta )+\cos(\varphi )\cdot \cos(\delta )\cos(t)}
{\displaystyle \sin(A)\cdot \sin(z)=\cos(\delta )\cdot \sin(t)}
{\displaystyle \cos(A)\cdot \sin(z)=-\cos(\varphi )\cdot \sin(\delta )+\sin(\varphi )\cdot \cos(\delta )\cdot \cos(t)}